# Semugih
Semugih is een bestuurslaag in het regentschap Gunung Kidul van de provincie Jogjakarta, Indonesië. Semugih telt 4702 inwoners (volkstelling 2010).